# ウィリアム・ロビンソン (競泳選手)
ウィリアム・ウォーカー・ロビンソン (William Walker Robinson、1870年6月23日 - 1940年7月4日) は、スコットランドの競泳選手。1908年のロンドンオリンピックにイギリス代表として出場した。男子200m平泳ぎに出場し3分12秒8のタイムで銀メダルを獲得した。このオリンピックのとき既に38歳であり、これは2008年の北京オリンピックで41歳のアメリカの選手ダラ・トーレスが3つの銀メダルを獲得するまで100年間にわたり、メダルを獲得した最も高齢の競泳選手であった。

## さらに見る
- オリンピックの競泳競技・男子メダリスト一覧